# Ḳ
Das Ḳ (kleingeschrieben ḳ) ist ein Buchstabe des lateinischen Schriftsystems. Es besteht aus einem K mit Unterpunktakzent.
Der Buchstabe wird in der Umschrift semitischer Sprachen für ein emphatisches K verwendet, welches unter anderem im Proto-Semitischen sowie im Amharischen vorkommt. Weiterhin ist das Ḳ nach ISO 9 die offizielle Umschrift des kyrillischen Buchstaben Ӄ.

## Darstellung auf dem Computer
Unicode enthält das Ḳ an den Codepunkten U+1E32 (Großbuchstabe) und U+1E33 (Kleinbuchstabe).